# Tchort
Tchort, pseudonimo di Terje Vik Schei (Kristiansand, 7 luglio 1974), è un musicista norvegese, noto principalmente per il suo ruolo di ex bassista degli Emperor. "Tchort" è un termine slavo (russo Чёрт, ceco e slovacco Čert, ucraino e bielorusso Чорт, polacco Czort o Czart) che significa "Diavolo".

## Discografia
Con i Green Carnation
- 1991 - Hallucinations of Despair (demo)
- 1999 - Journey to the End of the Night
- 2001 - Light of Day, Day of Darkness
- 2003 - A Blessing in Disguise
- 2004 - The Trilogy (compilation)
- 2004 - Alive and Well... In Krakow (video)
- 2005 - The Quiet Offspring
- 2005 - The Burden Is Mine... Alone (EP)
- 2006 - The Acoustic Verses
- 2007 - A Night Under the Dam (video)
- 2018 - Last Day of Darkness (album dal vivo)
- 2020 - Leaves of Yesteryear
- 2020 - The World Without a View (singolo)

Con i The 3rd Attempt
- 2015 - Born in Thorns
- 2017 - Egocidal Path

con gli Emperor
- 1994 - In the Nightside Eclipse
- 2003 - Scattered Ashes: A Decade of Emperial Wrath (compilation)

Con i Carpathian Forest
- 2000 - Strange Old Brew
- 2000 - He's Turning Blue (singolo)
- 2001 - Morbid Fascination of Death
- 2001 - Live at Inferno '01 (album dal vivo)
- 2002 - We're Going to Hell for This - Over a Decade of Perversions (compilation)
- 2003 - Defending the Throne of Evil
- 2004 - Skjend hans lik (compilation)
- 2004 - We're Going to Hollywood for This - Live Perversions (video)
- 2006 - Fuck You All!!!! Caput tuum in ano est
- 2009 - We're Going to Hollywood for This - Live Perversions (album dal vivo)

Con i Blood Red Throne
- 2000 - Deathmix 2000 (demo)
- 2001 - Monument of Death
- 2002 - A Taste for Blood (EP)
- 2002 - A Taste for Butchery (split)
- 2003 - Affiliated With the Suffering
- 2005 - Altered Genesis
- 2007 - Come Death
- 2009 - Souls of Damnation